# Eugenia ellipsoidea
Eugenia ellipsoidea är en myrtenväxtart som beskrevs av Hjalmar Frederik Christian Kiaerskov. Eugenia ellipsoidea ingår i släktet Eugenia och familjen myrtenväxter. Inga underarter finns listade i Catalogue of Life.